# Кінофестиваль у Гдині
Кінофестиваль у Гдині (пол. Gdynia Film Festival) (до 2011 року Фестиваль польських художніх фільмів у Гдині (пол. Festiwal Polskich Filmów Fabularnych w Gdyni)) — кінофестиваль, який щороку відбувається у Гдині (до 1986 року у Гданську). Вперше проведений 1974 року. Присвячений польським художнім фільмам. Головною нагородою фестивалю є нагорода «Золоті леви» (пол. Złote Lwy).

## Історія
Кінофестиваль відбувається щороку з 1974 року, за винятком 1982 та 1983 років, коли у Польщі був воєнний стан.
Організаторами фестивалю є Міністерство культури та національної спадщини Польщі, Польський інститут кіно (PISF), Асоціація польських кінематографістів, Місцеве самоврядування Поморського воєводства, а також портове місто Гдиня.
Нагородою польського кінофестивалю є Гран-прі «Золоті леви» (польською: Złote Lwy), яка відрізняється від «Орла» (польською: Orzeł) та яку присуджують на Польських кінопреміях та Польському кінофестивалі в Сіетлі (Сіетл — місто-побратим Гдині). До спеціальних нагород належать «Платинові леви» (Platynowe Lwy), яких присуджують за життєві досягнення в кіно, а також приз глядацьких симпатій. Наразі Агнешка Голланд є єдиною кінорежисеркою, якій тричі вручали Гран-прі (1981, 2012, 2019). 2020 року фільм Маріуша Вільчинського «Вбий це і покинь це місто» став першим в історії анімаційним фільмом, який отримав «Золотих левів» за найкращий фільм.
Журі конкурсу 2008 року очолив Роберт Глінський, режисер, який раніше перемагав на фестивалі.
Головна нагорода кінофестивалю кілька разів отримувала нову назву: 1974—1979: Гданські леви, 1979—1993: Золоті гданські леви, а вже від 1993: Золоті леви.
Також в програмі окрім основного конкурсу є Конкурс незалежного кіно та Конкурс молодого кіно.

## Переможці кінофестивалю
Нагороду «Золоті леви» не присуджували шість разів: у 1976 році чотири фільми були нагороджені головними призами (польськими: Головна нагорода (пол. Nagroda Główna)); у 1982 та 1983 роках фестиваль не проводили через введення воєнного стану в Польщі; у 1989, 1991 та 1996 роках.
- 1974: Єжи Гофман — Potop
- 1975: Анджей Вайда — Обітована земля, Єжи Антчак — Ночі і дні
- 1976: Ян Ломніцький — Ocalić miasto, Марек Півовський — Przepraszam, czy tu biją?, Анджей Вайда — Smuga cienia, Мечислав Васьковський — Hazardziści
- 1977: Кшиштоф Зануссі — Barwy ochronne — Tarnfarben
- 1978: Станіслав Ружевич — Pasja, Andrzej Wajda — Bez znieczulenia
- 1979: Кшиштоф Кесльовський — Amator
- 1980: Казімеж Куц — Paciorki jednego różańca
- 1981: Агнешка_Голланд — Gorączka
- 1982: не відбувся через воєнний стан
- 1983: не відбувся через воєнний стан
- 1984: Єжи Кавалерович — Austeria
- 1985: Станіслав Ружевич — Kobieta w kapeluszu
- 1986: Вітольд Лещинський — Siekierezada
- 1987: Януш Заорський — Matka Królów
- 1988: Кшиштоф Кесльовський — Короткий фільм про кохання і Короткий фільм про вбивство
- 1989: нікого не нагороджено
- 1990: Wojciech Marczewski — Ucieczka z kina «Wolność»
- 1991: нікого не нагороджено
- 1992: Роберт Ґлінський — Wszystko, co najważniejsze
- 1993: Радослав Півоварський — Kolejność uczuć, Ґжеґож Крулікевич — Przypadek Pekosińskiego
- 1994: Казімеж Куц — Zawrócony
- 1995: Юліуш Махульський Girl Guide
- 1996: нікого не нагороджено
- 1997: Єжи Штур — Historie miłosne
- 1998: Ян Якуб Кольський — Historia kina w Popielawach
- 1999: Кшиштоф Краузе — Борг
- 2000: Кшиштоф Зануссі — Życie jako śmiertelna choroba przenoszona drogą płciową
- 2001: Роберт Ґлінський — Cześć Tereska
- 2002: Марек Котерський — Dzień świra
- 2003: Даріуш Ґаєвський — Warszawa
- 2004: Маґдалена Пекож — Pręgi
- 2005: Фелікс Фальк — Komornik
- 2006: Кшиштоф Краузе — Plac Zbawiciela
- 2007: Янджей Якімовський — Sztuczki
- 2008: Вальдемар Кшистек — Mała Moskwa
- 2009: Борис Лянкош — Реверс
- 2010: Ян Кідава-Блонський — Różyczka
- 2011: Єжи Сколімовський — Essential Killing
- 2012: Агнешка Голланд — У темряві
- 2013: Павел Павліковський — Іда
- 2014: Лукаш Павліковський — Боги
- 2015: Малгожата Шумовська — Body/Ciało (Тіло)
- 2016: Ян П. Матушинський — Остання сім'я
- 2017: Пйотр Домалевський — Cicha Noc (Тиха ніч)
- 2018: Павел Павліковський — Зимна война (Холодна війна)
- 2019: Агнешка Голланд — Обиватель Джонс (Містер Джонс)
- 2020: Маріуш Вільчинський — Вбий це і покинь це місто (Zabij to i wyjedź z tego miasta)

## Галерея

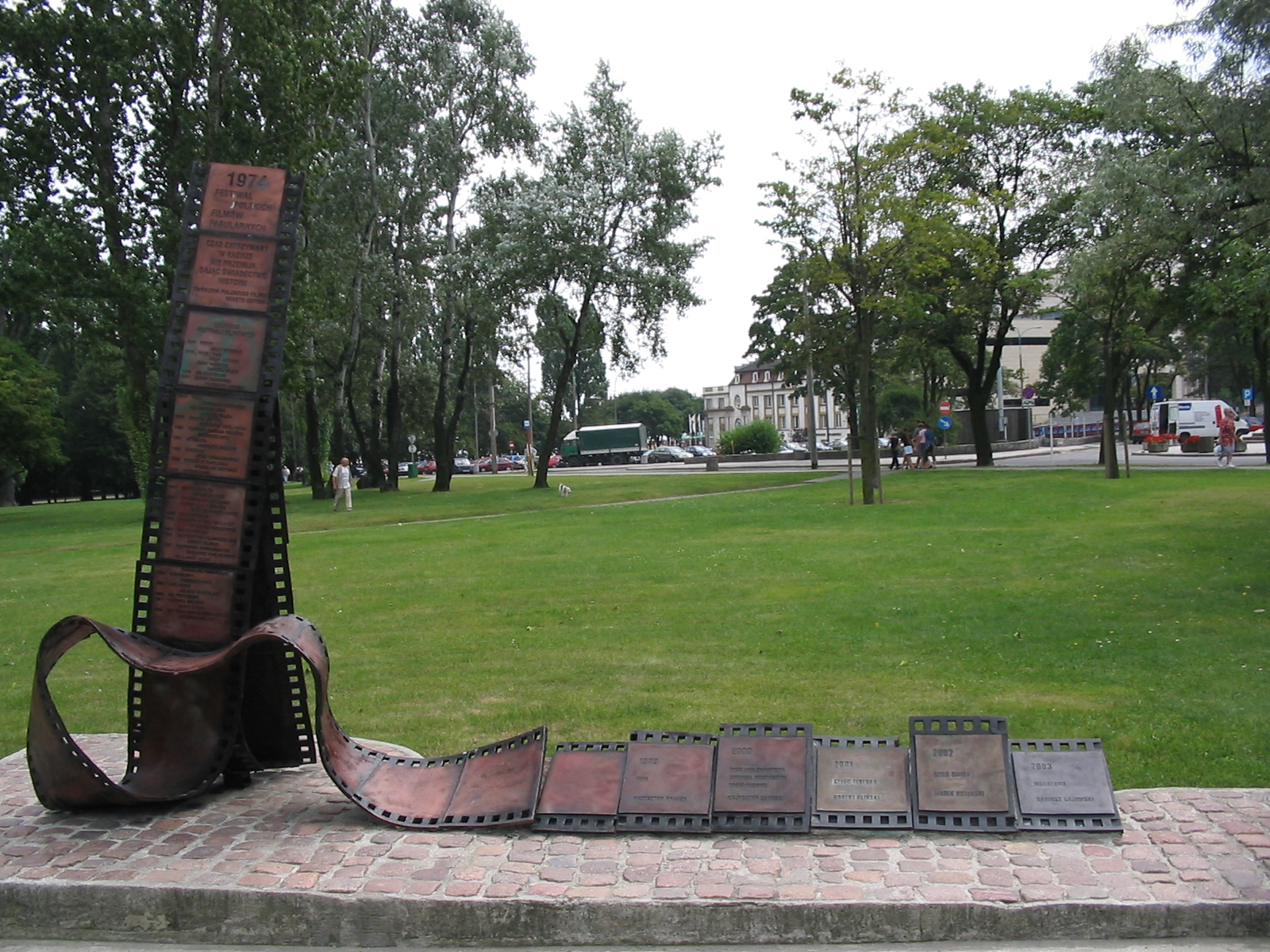
Пам'ятна статуя фестивалю в Гдині
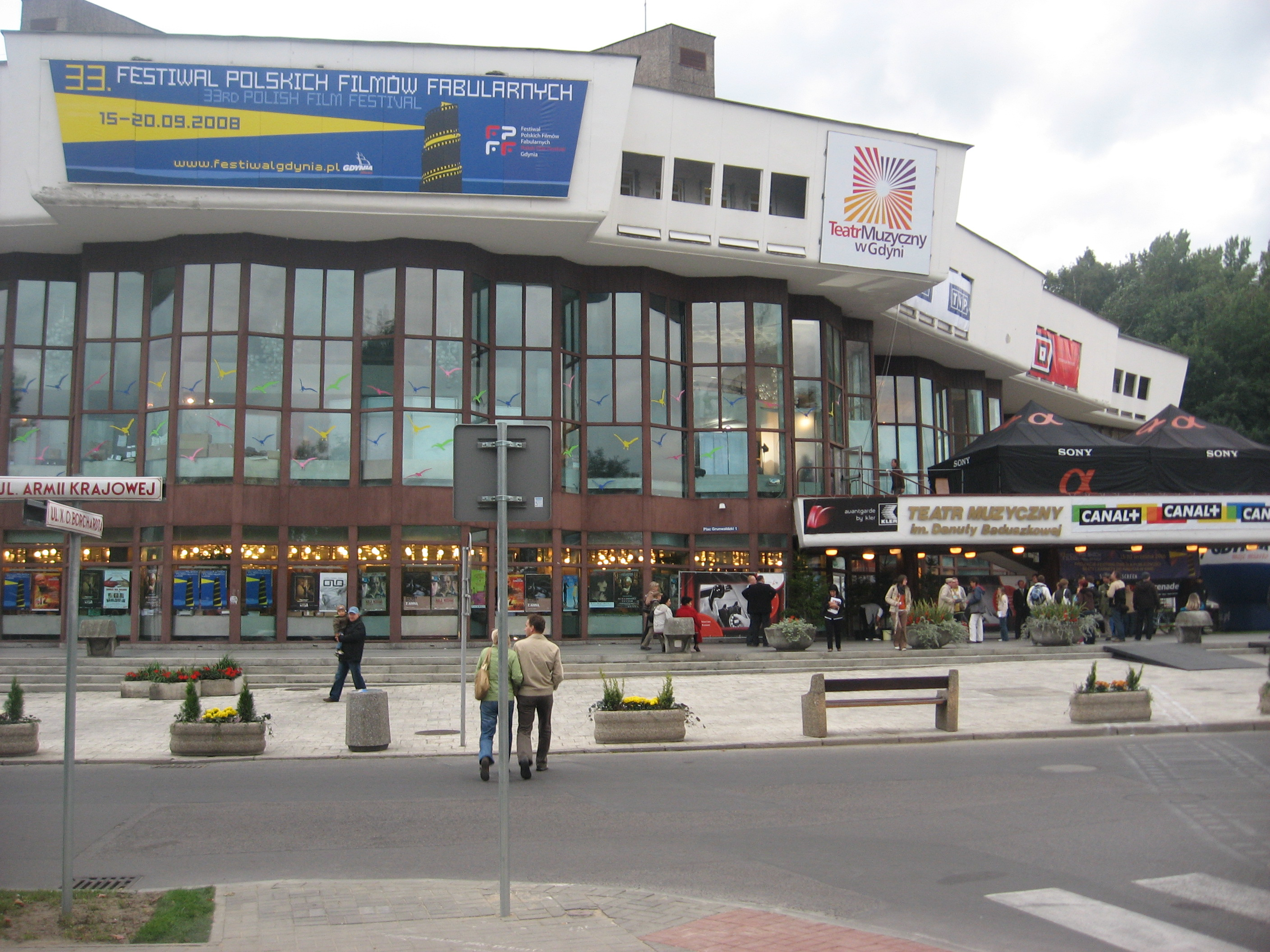
Музичний театр у Гдині, головне місце проведення фестивалю
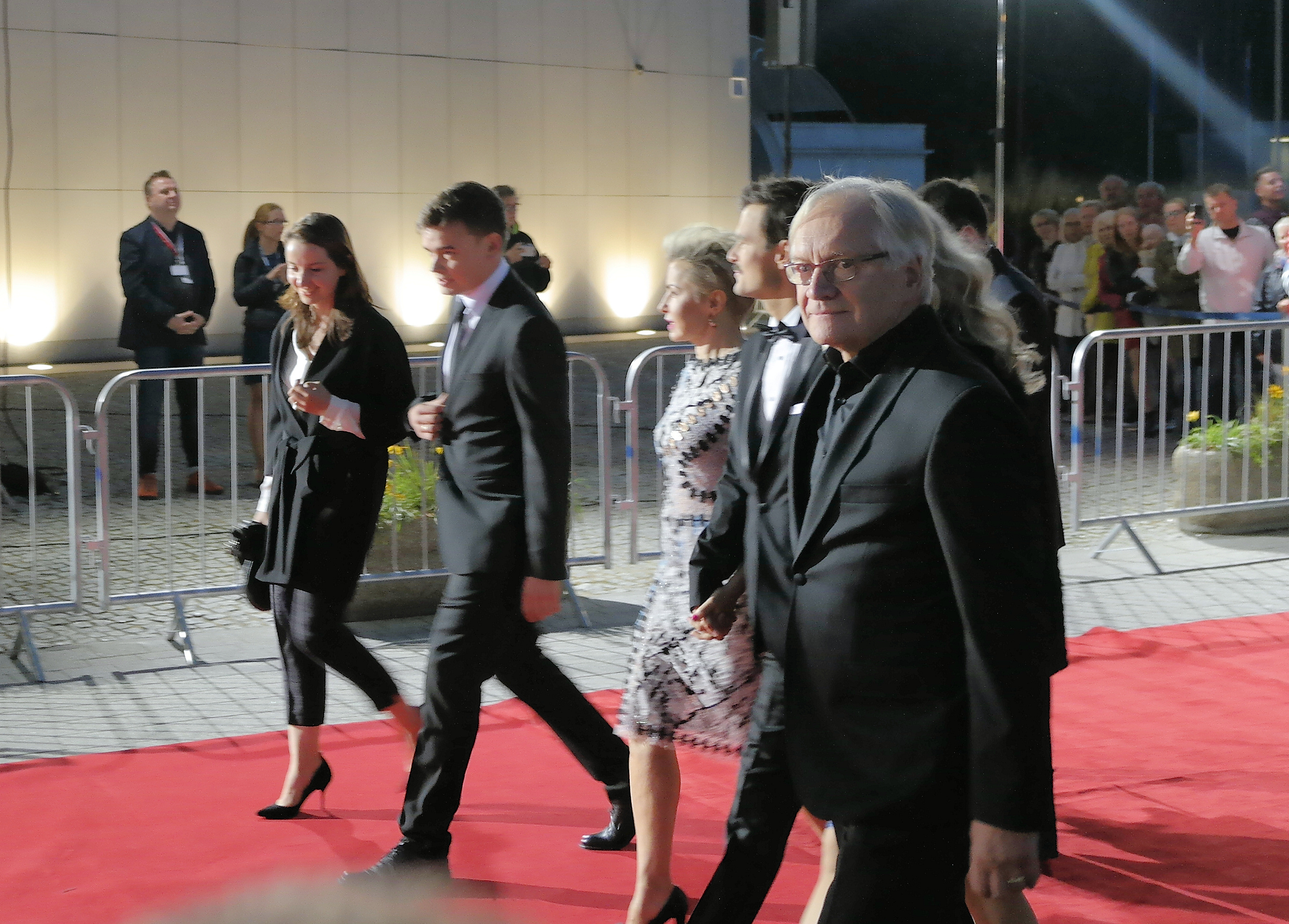
Анджей Северин на кінофестивалі у Гдині 2016 року
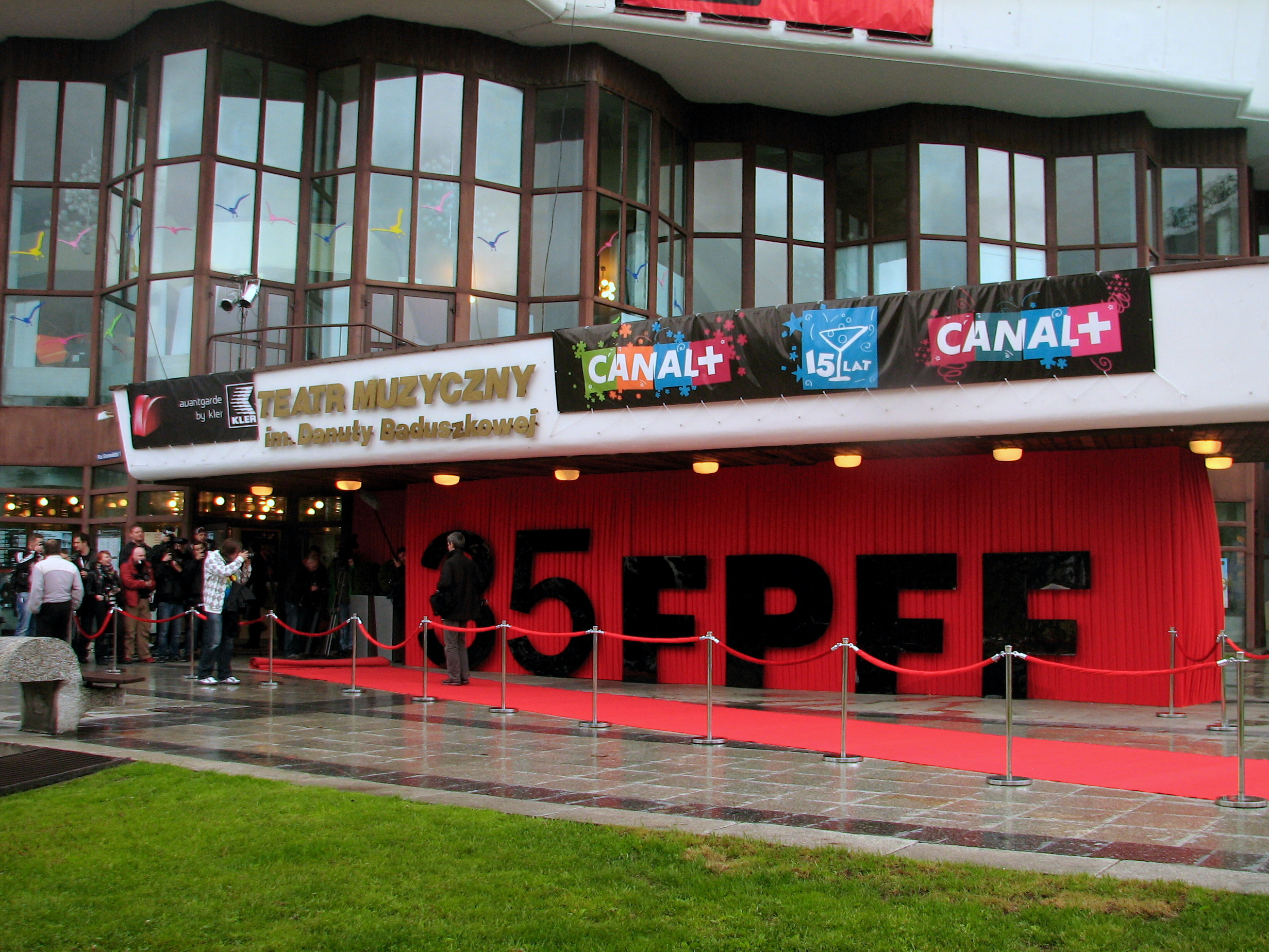
Головний вхід